# Krasnoarmeisk, Regiunea Saratov
Krasnoarmeisk (în rusă Красноарме́йск) este un oraș în Regiunea Saratov, Federația Rusă și are o populație de 25.411 locuitori.